# Mecidiye, Akhisar
Mecidiye là một thị trấn thuộc huyện Akhisar, tỉnh Manisa, Thổ Nhĩ Kỳ. Dân số thời điểm năm 2011 là 1.477 người.